# 지진 예측
지진 예측(地震豫測)은 지진학에서 언급된 제한 내에서 앞으로 일어날 지진의 시간, 지점, 등급을 예측하는 것으로, 특히 특정 지역 내에 발생할 앞으로의 강력한 지진에 대한 변수를 결정하는 일이다.
지진 발생의 때·장소·크기를 예측하는 것은 오래전부터 지진학자의 꿈이었다. 지진 예측에 필요한 관측 항목은 다음과 같다.
1. 측지(測地)측량의 되풀이 등에 의한 지각변동의 연구
2. 지진계에 의한 지진활동도의 조사
3. 지진파 속도의 관측
4. 지금도 움직이고 있는 단층인 활(活)단층의 조사
5. 지자기·지전류(地電流)의 조사 등

## 예측 방법
지진 예측은 완전하지 않은 과학이어서, 지진 초기의 자연 법칙에서 지진을 성공적으로 예측하지는 아직 못한다. 예측 방법의 조사는 그래서 실험에 의한 분석에 초점을 맞추는데, 두 가지 일반적인 접근 방법이 있다. 분명한 지진의 '전조현상'을 구별해내거나, 큰 지진이 뒤따를 수 있다는 지구과학적인 '경향' 또는 지진 활동 정도의 패턴을 구별해내는 것이다.

### 지진전조현상
지진전조현상(地震前兆現象, earthquake precursor)이란 다가오는 지진을 효과적으로 경고할 수 있는 전초적인 자연의 현상을 뜻한다. 지진 이후 일반적으로 현상이 알아차려지긴 하지만, 이런 현상들은 몇 천 개에 달한다. 심지어 일부는 고대 시대 때부터 시작되었다. 약 400개의 가능한 전조현상이 학술문헌에 있고, 20개의 다른 유형으로 나뉜다. 이는 고층대기물리학(Aeronomy)부터 동물학 전반에 걸쳐 있다. 그러나 그 중 아무것도 지진 예측의 목적에 맞게 신뢰성이 있다고 밝혀지지 않았다.
지진이 일어나는 징조가 보이기 시작하면 일단 동물들이 평소와는 다른 이상한 행동들을 보이기 시작하며 그 외에 땅이 울린다든지 지진광이 일어난다든지 하는 전조증상이 나타나기 시작한다. 또한 급격한 지각변동이 일어나는 것으로도 알 수 있으며 산사태가 일어나는 등의 땅의 경사가 변화를 일으키거나 GPS측량이나 전파/레이저의 측량, 그리고 위성사진으로도 관측이 된다. 또한 지진의 활동으로 알 수가 있는데 대한민국과 일본을 포함한 대부분의 국가에는 전 국토는 물론 바다에도 지진계가 설치되어 있다. 그 지진계에서 확인되는 비정상적인 지각의 운동이 계속 발생되어 감지가 되거나 꾸준했던 지진파의 속도나 강도가 갑자기 변화한다면 지진의 전조 현상으로 의심한다. 또한 지구에는 전기장과 자기장이 꾸준히 자연으로 방사되는 전자기파가 있는데 지자기의 갑작스러운 변화와 전자기파의 이상 방사를 통해 지진의 전조현상을 의심할 수가 있으며 자력계나 전파계 등을 통해 관측한다. 거기에 지하수(우물/온천)의 수위, 수온, 탁도, 냄새, 그리고 라돈 함유 등의 급격한 변화를 통해 알 수도 있고 단층에 있던 가스가 갑자기 새어나오면서 악취가 발생할 경우에는 지진의 전조현상을 의심할 수가 있으며 온도계, 유량계, 수위계 그리고 화학관측을 통해 지진의 전조현상을 알 수가 있다.

### 지진의 전조 현상이 관찰되는 유효반경
도브로볼스키 등(Dobrovolsky et al, 1979)은 지진의 전조 현상이 관찰되는 유효 반경(the radius of the effective precursory manifestation zone)을 구하는 식을 다음과 같이 제안하였다. 아래 식에서, D는 유효반경 (km), M은 지진의 규모이다.
{\displaystyle D=10^{0.43M}}

### 지진 전조 현상으로서의 라돈 농도
지진 예측을 위한 지진 전조 현상으로 토양과 지하수 내 라돈 농도의 이상 변화 현상에 대한 연구가 꾸준히 시도되고 있다. 토양과 지하수 내 라돈의 농도 변화는 지각의 지구조론적 변형의 초기 증거가 된다. 지진 발생 전에 지역적 응력의 증가는 지각 내 암석의 미세한 균열을 형성하게 됨으로, 암석의 표면적이 증가로 인한 라돈의 발산력 증가로 토양 및 지하수 내 라돈 농도의 일시적 증가가 수반될 수 있으며, 지진의 전조 현상으로 지진 발생 전 수일~수개월 사이에 나타난다. 고베 지진과 같은 대규모 지진에 대한 라돈 이상과 지진과의 상관성은 확연이 나타남으로 라돈의 이상 농도가 지진 예측이 가능한 전조 현상으로 잘 활용될 수 있음을 보여 주었다. 이가라시(Igarashi, 1995) 등은 1993년 11월부터 1995년 3월 까지 라돈의 농도에 대한 장기관측 자료에서 1994년 11월 말까지 약 60 Bq/L로 1년간 3배의 증가를 보였으며, 이후 약 250 Bq/L로 급격한 증가를 보이다 1995년 2월 규모 7.2의 고베지진이 발생하기 7일 전인 1월 10일 20 Bq/L로 급격하게 감소하는 변화를 보고하기도 하였다.
외국의 연구사례를 보면 지진의 전조 현상으로서 지하 수위의 변동, 라돈 함량의 변동뿐만 아니라 지하수 화학 성분의 변화, 물 분자의 수소 동위 원소의 변화, 헬륨 등 가스의 유출량의 변화와 그들의 동위원소 조성비의 변화 연구 등 다양한 각도에서 연구가 진행되어 지진의 전조 현상과의 상관성에 대한 연구 결과가 제시된 바 있다. 라돈 가스의 증가와 감소는 지반응력의 변화에 의한 증가와 지반 균열의 추가적인 발달로 인한 라돈가스의 확산으로 인한 감소 등으로 해석된 바 있다.
아래 내용은 한국에서 발생한 지진과 관련하여 지진과 라돈 농도 간의 상관 관계를 연구한 논문들을 인용한 것이다.
라돈방사능농도의 측정을 통한 지진발생 예측에 관한 연구 (2003)
김윤신(2003) 등은 장기간 관측된 대기 및 지하수 중 라돈의 변화량과 지진 발생과의 관련성을 연구하기 위해 1999년 12월부터 2001년 6월까지 관측된 대기 및 지하수 중 라돈 농도를 평균값으로 보정한 절대편차(absolute deviation)를 산출하여 서울의 한양대학교와 동해시에 위치한 서울대학교 해양연구센터, 경주시의 서라벌대학교 지하수에서 규모 3.0 이상의 지진 발생일 전·후 각 10일간의 라돈 농도의 변화량을 조사하였다. 대기 중의 라돈 농도는 지진에 의한 라돈 변화량 외에 다른 요인(주로 기상)에 의한 라돈 농도의 변화를 배제한 것이다. 조사 결과, 서울시 대기 중 라돈 농도 분포는 지진 발생 2~6일 전부터 높은 라돈 농도 및 큰 변화폭을 나타냈으며 지진 발생시에는 낮은 농도와 작은 변화폭을 나타내었으며, 동해시 해안 지역 대기 중 라돈 농도는 지진 발생 2~4일 전까지 높은 라돈 농도 및 큰 농도 변화폭을 나타내며 지진 발생시나 발생 하루 전에 매우 낮은 라돈 농도 및 작은 변화 폭을 나타내는 것으로 조사되었다. 또한, 경주시 지하수 중 라돈 농도 분포는 지진 발생 2일 전부터 라돈 농도가 급증한 후 높은 농도가 일정 기간 지속되는 것으로 조사되었다.
지진 전조인자로서 지하수내 라돈 및 화학성분의 상관성 연구 (2018)
정찬호 등(2018)은 지진 전조 현상 연구를 위해 대전, 청원 지역의 지하수 관측정에서 심도별(-60 m, -100 m)로 화학 성분과 라돈, 수위의 변화를 주기적으로 측정하였다. 특히, 2017년 포항 지진(규모5.4) 및 2018년 포항 지진(규모 4.6) 전후 지하수의 화학 성분, 지하수위, 라돈 농도 등의 변화를 분석하여 지진 전조 인자(因子)로서의 가능성을 해석하였다. 대전 및 청원지역 모니터링용 시추공은 2000년과 2001년에 각각 개발되었으며, 지하수의 라돈과 우라늄 함량이 높은 것으로 알려졌다.
측정 결과, 관측정 특정심도 지하수의 수소이온농도와 전기 전도도 값이 포항 지진 발생에 따라 큰 폭으로 증가하는 등 비교적 뚜렷한 상관성을 보였다. 주요 화학 성분 중에는 대전관측정에서는 HCO3-, Cl-의 농도가 지진과의 연관성 있는 변동을 보이며, 청원지역 관측정에서는 Mg2+, Cl-, NO3-의 농도가 변화를 보였다. 그러나 지하수의 주요 화학성분의 변화는 지진 발생과의 상관성이 명확하지는 않다. 대전 관측정 지하수내 라돈 함량은 지진 발생 전 최저 162 Bq/L에서 지진발생 직후 573 Bq/L로 크게 증가하는 경향을 보여 지진과의 뚜렷한 상관성을 보여주었다. 결론적으로, 포항 지진 진앙지와는 많이 떨어져 있지만 대전 지역의 관측정에서 라돈 가스는 지진과 가장 뚜렷한 상관성을 보여 지진 전조 요소로서의 신뢰성할 수 있는 후보로서 가능성을 확인하였다.
'16년 경주 지진에 의한 토양 내 라돈농도의 이상변화 분석 (2018)
김진섭 등(2018)은 2016년 경주 지진의 진앙지로부터 58 km 떨어진 측정 지점에서 2014년 1월 1일부터 2017년 5월 31일까지 토양 내 라돈 농도와 환경 요인들을 연속 측정하고, 규모 5.8의 경주 지진의 발생에 따른 토양 내 라돈의 이상 변화 현상에 대하여 분석하였다. 연구에 적용된 라돈 모니터링 시스템은 양산 단층대에 포함되는 금정산 하부의 중생대 백악기 화강암류 아다멜라이트에 위치하며, 라돈 연속측정시스템은 경주지진의 진앙지로부터 59 km 떨어진 양산 단층대에 위치한 부산대학교 내에 설치하였다.
연구진들은 2016년 경주 지진 전·후 토양 내 라돈 농도의 이상 변화를 알아보기 위해 2016년 6월 3일부터 12월 31일까지의 기간 즉, 9월 12일 발생한 경주 지진의 전·후 3개월의 기간을 설정하였다. 라돈 농도의 이상 변화를 나타낸 구간과 기온, 토양의 온도, 대기압과의 상관 관계를 분석 결과 7월과 8월 라돈 농도의 이상 변화 현상이 관측되었으며, 라돈 농도의 명백한 이상 변화 구간을 포함한 기간의 토양 내 라돈 농도와 환경 요인들(대기온도, 토양의 온도, 대기압, 강수량)과의 상관 관계에 대하여 분석한 결과 상관 계수는 매우 낮게 나타난다. 따라서 이들 라돈 농도의 이상 변화는 경주 지진에 의해 발생되는 토양 내 라돈의 이상 변화임을 지시한다.

## 같이 보기
- 지진예지연락회
- 1975년 하이청 지진